# 世俗主義
世俗主義（せぞくしゅぎ、英: secularism）とは、ラテン語で「現世的」「世俗的」を意味するサエクラリス（羅: saecularis）に由来する語、および概念である。俗権主義（ぞくけんしゅぎ）とも呼ばれる。

## 概説
世俗主義と称されるものは、以下の3原則を中心としている。
- 政教分離原則（Institutional Separation）

国家の政権および政策または政府機関が、特定の宗教権威および権力（教権）に支配や干渉されず、それらから独立した世俗権力（俗権）とその原則によって支配されていなければならないという主張や立場。あるいは宗教に特権的地位や財政上の優遇を与えないこと。
対義語は聖職者主義（教権主義、英: clericalism）。
- 信教の自由（freedom of belief）

個人が宗教的規則や宗教教育から自由でいる権利、支配者による宗教の強制からの自由。
- 宗教差別の禁止（No discrimination on the basis of religion）

人の行動や決断が（宗教の影響を受けていない）事実や証拠に基づいてなされるべきだという主張。宗教差別の禁止。
世俗主義はマルクス・アウレリウスやエピクロスのような古代ギリシャ=ローマの哲学者にルーツを持ち、ドゥニ・ディドロ、ヴォルテール、トマス・ジェファーソン、トマス・ペインのような啓蒙思想家、そしてバートランド・ラッセル、ロバート・インガーソル、アルバート・アインシュタイン、サム・ハリスのような現代の自由思想家、不可知論者、無神論者によって描写されている。
世俗主義を支持する目的は多様である。ヨーロッパでの世俗主義は、宗教的伝統の価値観から離れ、社会が近代化へと向かう運動の一部であった。この種の社会的、哲学的世俗主義は、国家が公式な国教への支援を続けている間に起きた。アメリカ合衆国では、社会レベルでの世俗主義は一般的ではなく、それよりもむしろ宗教を国家の干渉から守るために国家世俗主義が推進されたと主張されている。世俗主義を支持する理由は、一つの国の中でも立場によって異なる。
中近東では、汎アラブ主義（シリア、ナーセル時代のエジプト、サッダーム・フセインまでのイラク）は世俗主義と見なされる。また、トルコは、イスラム主義系のAKPが政権与党であるが、トルコ共和国憲法に世俗主義が明記されている。

## 概要
世俗主義という語はイギリスの作家ジョージ・ホリオークによって1846年に最初に使われた。しかしこの概念は歴史を通して存在し、自由思想の基盤を作った。特に宗教と哲学の分離の概念を含む初期の世俗主義はイブン＝ルシュドと彼のアウェロス主義学派まで遡る。ホリオークは社会秩序の宗教からの分離という視点を表すために世俗主義の語を作った。ホリオークは不可知論者として、「世俗主義はキリスト教からの独立であって、それへの反対ではない」と述べた。
世俗的な知識とは明白に現実世界に基づく知識で、現実の生活の指針となり、現実の幸福を増すためのものである。そしてそれは現実世界の経験に基づいて検証することができる。「社会と文化の世俗主義研究財団」のバリー・コスミンは実際の世俗主義をハードなものとソフトなものに区別する。コスミンによれば、ハードな世俗主義は宗教を理性的にも経験的にも正当化できず認識論的に誤りだと見なす。ソフトな世俗主義は絶対の真実へ達することは不可能であり、したがって科学と宗教の議論にとって懐疑主義と寛容さはそれらよりも優越した価値を持たなければならないと主張する。
最も顕著な形の世俗主義は、宗教に関し「迷信とドグマ（教義）を強調し、理性や科学的探求を軽視し、人類の進歩を阻害するもの」と批判する。

## 国家世俗主義
政治的には世俗主義とは、通常は政策の宗教からの独立、いわゆる政教分離原則を指す。これは政府と国教の結びつきを分解し、教典に基づく法律を市民法に置き換え、宗教に基づく差別を社会から取り除くことである。宗教的マイノリティの権利を守ることは民主主義の促進に繋がると考えられている。
ヨーロッパでは世俗主義は啓蒙主義時代に大きな役割を果たした。アメリカ合衆国の「教会と国家の分離の原則」やフランスにおけるライシテは世俗主義と結びついている。
世俗国家は中世後期にイスラム世界にも存在した。世俗主義者は政策決定者が宗教的な理由よりも非宗教的な理由で政策を決定することを好む。この点で、例えばアメリカのセンター・フォー・インクワイリーのような世俗主義団体は、人工妊娠中絶や同性婚、性教育やES細胞研究のような政策決定に関心を寄せる。
ほとんどの主要な宗教は、民主主義社会と世俗主義の優越性を受け入れているが、それでも（例えばコンコルダートやロビー活動、宗教教育などを通して）政策への影響力を維持しようと努めたり、何らかの（例えば財政的）特権を維持しようと試みている。ほとんどのアメリカのキリスト教徒も国家世俗主義を支持しており、またその概念が聖書の教え（例えば「カエサルの物はカエサルに、神の物は神に与えよ」）に合致すると認めることができる。
しかし一部のキリスト教原理主義者は、特にアメリカでは、世俗主義に反対する。彼らはしばしば今日採用されているのはラディカルな世俗主義イデオロギーであり、「キリスト教徒の権利」と国家の安全に対する脅威だと見なしている。
現代で最も深刻な宗教原理主義は、キリスト教原理主義とイスラム原理主義である。同時に世俗主義の重要な潮流の一部は、権利の平等が重要であると見なす宗教的マイノリティに由来した。フランス、インド、韓国、トルコ、アメリカなどは、憲法で国教の廃止や世俗主義であることが明記されている「憲法世俗主義」である。

## 世俗社会
宗教学において、現代の西洋社会は世俗的であると一般に認められている。これはおおむね完全な宗教の自由と、宗教が究極的には政策決定に指示しないという一般的な確信による。それでも、宗教的伝統に基づく道徳観は各国で重要なままである。例えば世俗社会の本質を描写したD.L.マンビーによれば、世俗社会は次のように特徴付けられる。
- 世俗社会は宇宙の性質と人間の役割についていかなるものであれ唯一の視点があるという立場を拒否する。
- それは均質的ではなく多元的である。
- それは寛容である。
- それは個人の意思決定の範囲を拡張する。
- あらゆる社会はいくつかの目的を共有するものだが、そのために問題解決の手法とルールの枠組みが構成員の間で共有され、同意されていなければならないことを意味する。世俗社会では可能な限りそれが最小限に抑制される。
- 現象の調査を通して、問題解決は理性的に図られる。
- 世俗社会はいかなる全体主義的な目標も設定しない一方で、それは構成員個人の目標を理解する助けとなる。
- それはいかなる公的な偶像も持たない社会である。どんなことにでも応用できるような「社会から」是認された一般的な行為はない。

- 個人と小グループへの深い尊敬
- 全ての人々の平等。各人は各人の長所を理解し合うために助けあわなければならない。
- 身分制度や階級制度の破壊。

伝統的な西洋宗教の権威に対する挑戦の結果として生まれた現代社会学は、デュルケーム以来しばしば世俗化された社会における権威の問題や社会学的、歴史的プロセスとしての世俗化に注目した。D.L.マンビー、マックス・ウェーバー、カール・ベッカー、カール・レーヴィット、ハンス・ブルーメンベルク、M.H.エイブラムス、ピーター・L・バーガー、ポール・ベニシューらが20世紀にこの問題の理解について貢献した。
世俗主義はまた宗教と超自然的信念が世界の理解の役に立たず、むしろ自主自立や理性といった現実的な問題から人々を隔離すると主張する。この意味では世俗主義は科学や理性、自然主義思想の推奨と結びついている。また、世俗主義はそれら三つの理念（のどれかひとつでも）を推進する習慣と言うこともできる。そのため世俗主義の主唱者は必ずしも宗教的に中立ではないかも知れない。同時に世俗主義が必ずしも無神論であるというわけではない。社会や政府に対する宗教の影響を認める無神論者がいるかも知れず、同時に信心深い世俗主義者も存在しうる。世俗主義は世俗的ヒューマニズムの必須の概念である。

## 世俗倫理
ホリオークは1896年の著書『イギリスの世俗主義（English Secularism）』で世俗主義を次のように定義した。
世俗主義とは、純粋に人間の顧みるべき問題に基づく人生の義務規範である。そして神学が明確でない、不十分である、頼りにならない、信じがたいと感じる大部分の人を対象とした義務規範である。その基本的な信念は次の三つである。(1)現実的な手段による人生の改善(2)科学は人にとって有益な神だ（3）良いことをなすのは良いことだ。
ホリオークは世俗主義と世俗倫理が宗教的な問題に関わってはならないと考え、強い自由思想と無神論から区別した。この点でイギリスの政治思想家チャールズ・ブラッドローと意見が合わなかった。この意見の不一致は、反宗教運動が必要でないか望ましくないと考える人と、それが必要であると考える人の間で対立し、世俗主義運動を分裂させた。

## 世俗主義に対する議論
世俗主義の支持者はながらく、近代以降の世俗主義の高まりとそれに並行した宗教の凋落が、啓蒙主義によって人々が宗教と迷信から離れ科学と合理主義の方向を向いたことの不可避的な結果だと主張していた。世俗主義の反対者は世俗的な政府が、それによって解決する以上の問題を引き起こし、したがって宗教的な政府がより望ましいと主張する。一部のキリスト教徒の反対者はキリスト教国の方がより良い信教の自由を与えることができると主張する。証拠として彼らはデンマーク、フィンランド、アイスランド、ノルウェーを挙げる。それらの国々は教会と国家の繋がりに憲法で言及しているが、より進歩的で自由主義的であると認められている。例えばアイスランドは20世紀前半に妊娠中絶を合法化した初期の国の一つであった。フィンランド政府はモスクの建設に資金提供している。世俗主義の支持者はオランダや近年のスウェーデンから反証を挙げる。スウェーデンは2000年に国教を廃止したが、どちらの国も社会的、政治的に進歩的である。またスカンジナビア諸国の社会は世界でもっとも世俗的で、信仰を持っていると答える人が最も低い地域であることを指摘する（無宗教#国別の調査）。この問題は近年、ノルウェーでルーテル派の国教を廃止するかどうかの議論でも取り上げられた。
何人かの近年の評論家は世俗主義を反宗教、無神論、悪魔信仰と混同して批判した。世俗主義という語はアメリカ合衆国の宗教右派からは軽蔑語として用いられている。ベネディクト16世は進行中の世俗化が現代社会の根本的な問題であると宣言して、世俗主義と道徳相対主義をくじくことを教皇政治の目標とした。世俗国家の目的は宗教的に中立であることだが、評論家は宗教の特定の面の抑圧であると主張している。表面上、世俗主義は他の宗教の干渉から守るために、あらゆる宗教を等しく抑圧する。世俗主義の有名な反対者ウィリアム・コノリーは「世俗主義は、宗教的多様性の繁栄を許すための、公共とプライベートな領域を分けるたんなる境界線だけでない。それはそれ自身で無情な追放の運び屋でもある。そして問題のある習慣を人々から隠すような「宗教」の新しい定義を放出する」と述べた。
マルクス主義のような一部の政治哲学は国家や社会に対する宗教のあらゆる影響が好ましくないと考える。旧東ヨーロッパの共産圏諸国のようにその信条を受け入れた国では、信教の自由は当局の認可やさまざまな規制を条件としていた。教会の教義は非宗教的な法律や社会主義のような公式の原則に合致しているかどうか監視されていた。皮肉にも、これは公共の安全と安定のために行われたのだが、これらの政府はしばしば権力を維持するために残忍性も見せた。大粛清や文化大革命、クメール・ルージュの活動は完全に無神論的な政権の道徳性について頻繁に引用される例である。西側の民主国家では、通常これらの例は完全な信教の自由を侵害していたことを認める。一部の世俗主義者は国家が宗教と全く独立していなければならず、宗教的な機関は政府の干渉から全く自由でなければならないと考えている。政治的な支持を全く持たない教会は「フリー・チャーチ」と呼ばれる。一部の世俗主義者は国が宗教を支援すること（例えば税の免除、「信仰に基づく」教育やチャリティーへの援助）を認めるが、一つの宗教を国教として定めてはならず、戒律の遵守やドグマの立法化をしてはならないと主張する。

## 論者
- チャールズ・テイラー
- ジョン・ロールズ
- ルース・アビー（英語版）